# くちびるからサスペンス
「くちびるからサスペンス」は、1984年7月5日にリリースされた岩崎良美の18枚目のシングル。発売元はキャニオンレコード。

## 概要
A面曲「くちびるからサスペンス」は、岩崎本人が出演した日清製油 (現・日清オイリオグループ) 「日清サラダ油の豆乳」CMソングとして使用された。
作詞、作曲は前シングルと同様に康珍化、林哲司が手掛けている。

## 収録曲
1. くちびるからサスペンス
作詞：康珍化 / 作曲・編曲：林哲司
2. Manhattan Morning
作詞：加藤雄一 / 作曲：井上大輔 / 編曲：井上鑑